# 石田站 (京都府)
石田站（日语：／ Ishida eki */?）是一個位於日本京都府京都市伏見區石田森東町，屬於京都市營地下鐵東西線的鐵路車站。車站編號是T02。

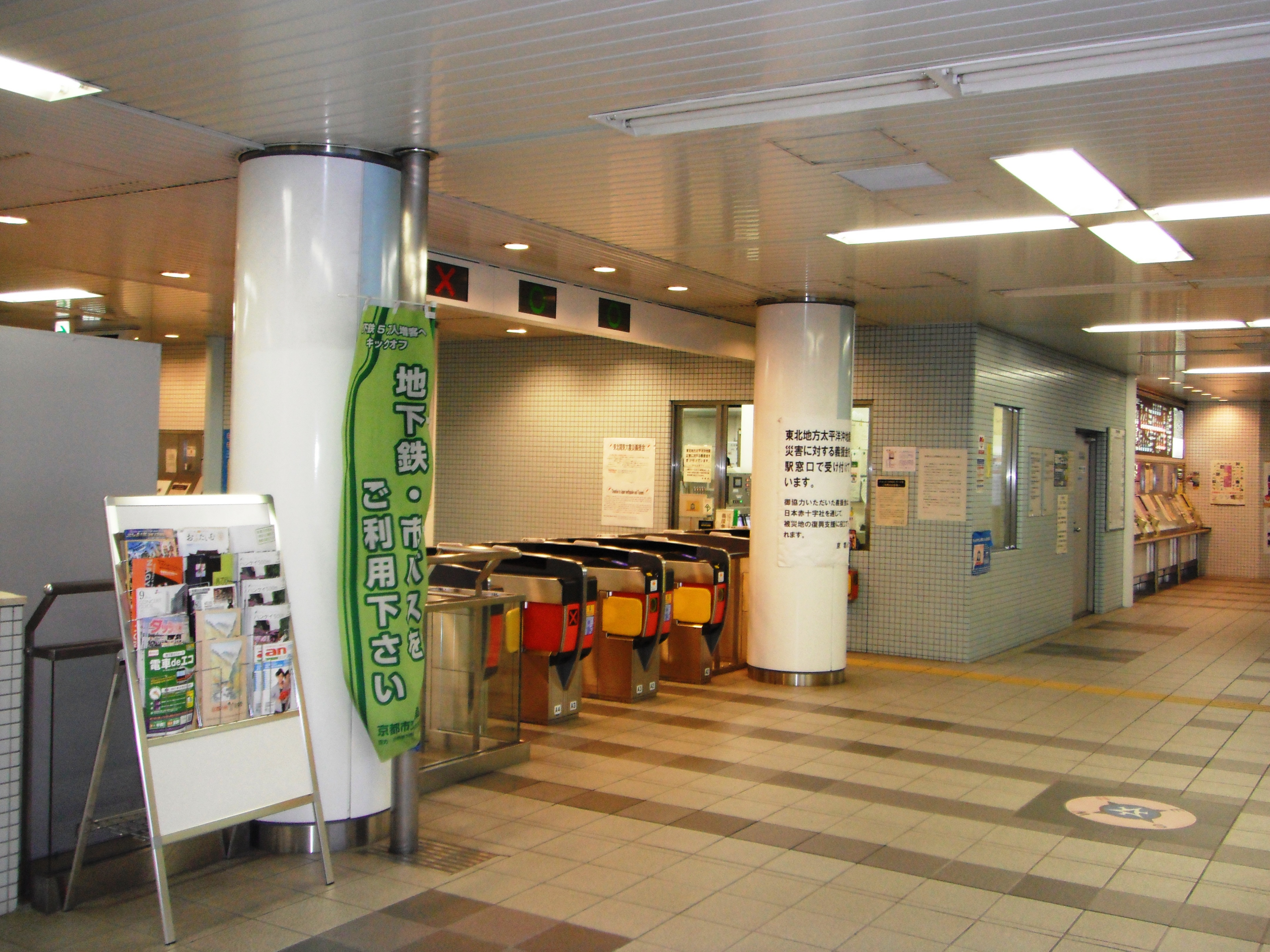
檢票口（2011年8月）

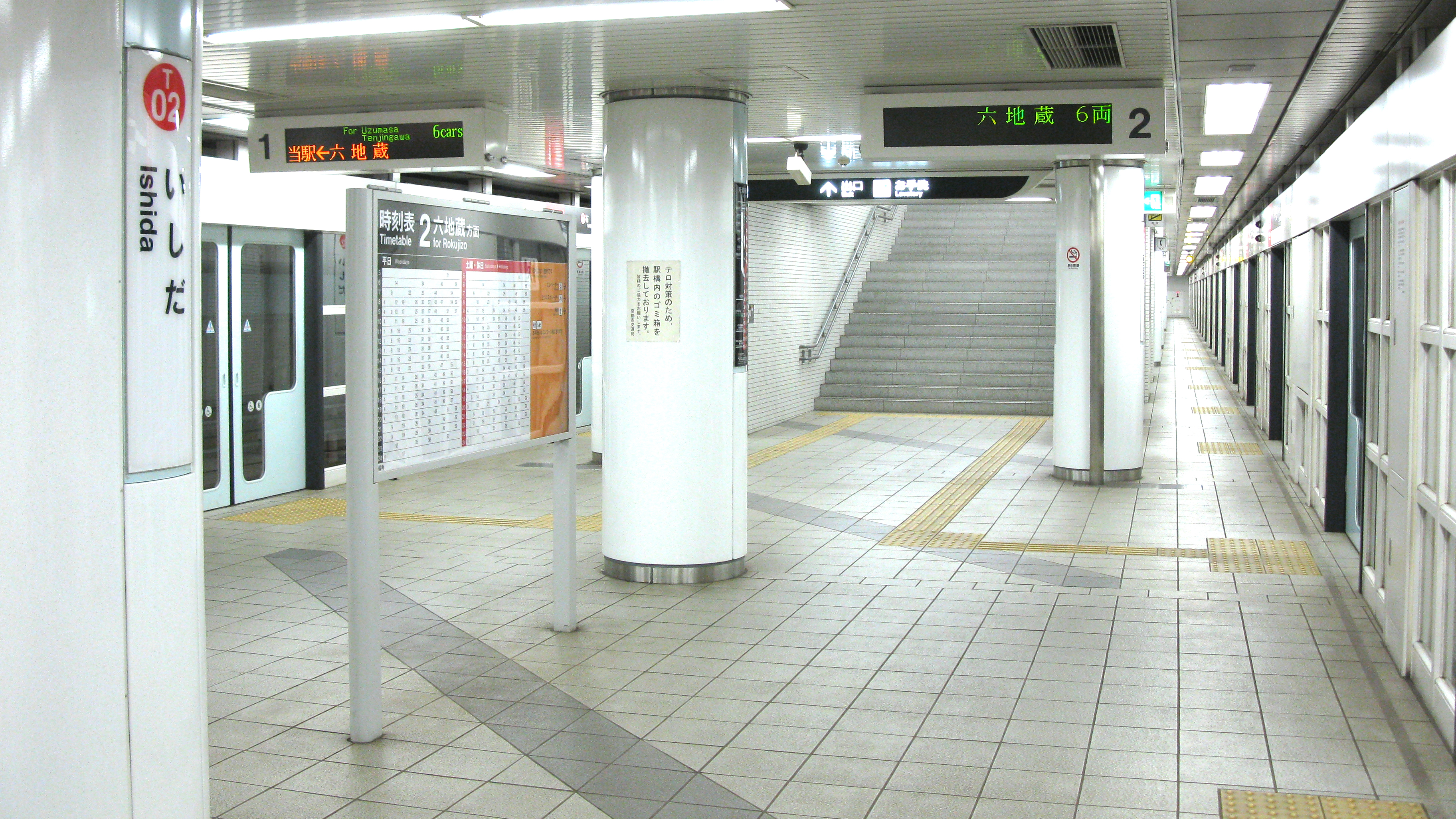
月台（2011年12月）

## 歷史
- 2004年（平成16年）11月26日 - 京都市營地下鐵東西線的醍醐站－六地藏站間延伸開業[1]。

## 車站構造
1面2線的島式月台。設有月台閘門。東西線車站都制定有車站顏色，石田站的車站顏色是藍白。

### 月台配置
| 月台 | 路線   | 方向 | 目的地               |
| ---- | ------ | ---- | -------------------- |
| 1    | 東西線 | 下行 | 山科、太秦天神川方向 |
| 2    | 東西線 | 上行 | 往六地藏             |

## 利用狀況
1日平均上車人次與1日平均上下車人次的推移如下表。
| 年度   | 上車人次 | 上下車人次 |
| ------ | -------- | ---------- |
| 2004年 | 2,500    | 4,817      |
| 2005年 | 2,700    | 5,116      |
| 2006年 | 3,024    | 5,853      |
| 2007年 | 3,182    | 6,147      |
| 2008年 | 3,227    | 6,272      |
| 2009年 | 3,156    | 6,146      |
| 2010年 | 3,180    | 6,202      |
| 2011年 | 3,187    | 6,216      |
| 2012年 | 3,246    | 6,330      |
| 2013年 | 3,238    | 6,315      |
| 2014年 | 3,279    | 6,395      |
| 2015年 | 3,331    | 6,495      |
| 2016年 | 3,336    | 6,506      |

## 相鄰車站
京都市交通局（京都市營地下鐵）
 東西線
六地藏（T01）－石田（T02）－醍醐（T03）

## 外部連結
- 石田站 （页面存档备份，存于） - 京都市交通局